# Luigia Boccabadati
Luigia Boccabadati (Modena, 1800 (forse 1799) – Torino, 12 ottobre 1850) è stata un soprano italiano.
Debuttò al Teatro Regio di Parma nel 1817. 
Apparve poi nei teatri di Venezia e Roma. 
Il 21 settembre 1822 al Teatro San Benedetto di Venezia è Zelmira.
Nel 1824 al Teatro Argentina di Roma è Zoraida di Granata con Benedetta Rosmunda Pisaroni e Domenico Donzelli ed Irene nella prima assoluta di Gli amici di Siracusa con Donzelli.
Nel 1826, alla Scala, interpretò Giulietta in Giulietta e Romeo di Nicola Vaccai e la protagonista in Margherita d'Anjou di Giacomo Meyerbeer. 
Più tardi fu creatrice dei ruoli di alcune opere napoletane di Donizetti dal 1829 al 1831 rappresentate al Teatro San Carlo e al Teatro del Fondo.
Si ritirò dalle scene nel 1844. Anche le figlie Augusta (1821?-1875) e Virginia furono noti soprani.

## Ruoli creati
- Irene ne Gli amici di Siracusa di Mercadante (7 febbraio 1824, Roma)
- Amelia in Elisabetta al castello di Kenilworth di Donizetti (6 luglio 1829, Napoli)
- Evelina ne I fidanzati di Pacini (19 novembre 1829, Napoli)
- Norina ne I pazzi per progetto di Donizetti (7 febbraio 1830, Napoli)
- Sela ne Il diluvio universale di Donizetti (28 febbraio 1830, Napoli)
- Amelia in Edoardo in Iscozia di Coccia (8 maggio 1831, Napoli)
- Il ruolo del titolo in Francesca di Foix di Donizetti (30 maggio 1831, Napoli)
- Antonina ne La romanziera e l'uomo nero di Donizetti (18 giugno 1831, Napoli)